# Adiantum petiolatum group
Adiantum petiolatum group là một loài thực vật có mạch trong họ Adiantaceae. Loài này được miêu tả khoa học đầu tiên.